# Frank Dundr
Frank Dundr   (Sonneberg, 25 de gener de 1957) és un remer alemany, ja retirat, que va competir sota bandera de la República Democràtica Alemanya durant les dècades de 1970 i 1980. Nascut com a Frank Butz el 1977 es casà i agafà el cognom de la seva dona. Fins al 1973 s'havia centrat en les proves de llançament de l'atletisme.
El 1980 va prendre part en els Jocs Olímpics d'Estiu de Moscou, on guanyà la medalla d'or en la competició de quàdruple scull del programa de rem. Formà equip amb Karsten Bunk, Uwe Heppner i Martin Winter.
En el seu palmarès també destaquen dues medalles d'or en el quàdruple scull al Campionat del Món de rem, el 1977 i 1978, així com els campionats nacionals de 1977 i 1978.